# Band FM Jales
Band FM Jales é uma emissora de rádio brasileira sediada em Jales, município do estado do São Paulo. Opera no dial FM, na frequência 96,7 MHz, originada da migração AM-FM. É uma emissora afiliada à Band FM.

## História
Entre os profissionais que passaram pela emissora, destaca-se o narrador Deva Pascovicci, que já havia atuado em rádios como a Antena 102 FM de Jales.
Em 2014, a emissora solicitou sua migração AM-FM. Em setembro de 2017, foi confirmado que, na migração, se afiliariam à Band FM.
No dia 30 de outubro de 2017, sob o novo nome "Band FM Jales", a emissora estreou oficialmente às 7h, durante o programa “A Hora do Ronco”.